# تومي كروز
تومي كروز (بالإنجليزية: Tommy Cruz)‏ هو لاعب محترف لكرة القاعدة ‏ أمريكي، ولد في 15 فبراير 1951 في Arroyo, Puerto Rico ‏ في الولايات المتحدة.

## وصلات خارجية
- تومي كروز على موقع الدوري الياباني لكرة القاعدة (الإنجليزية)
- تومي كروز على موقعبيزبول رفرنس.كوم (الدوري الرئيسي) (الإنجليزية)
- تومي كروز على موقعبيزبول رفرنس.كوم (الدوري الثانوي) (الإنجليزية)
- تومي كروز على موقع إي إس بي إن.كوم (أم.أل.بي) (الإنجليزية)
- تومي كروز على موقع مشجعي الرسوم البيانية (الإنجليزية)